# Шарлотта Сартр
Шарлотта Сартр (англ. Charlotte Sartre, род. 6 декабря 1994, Калифорния) — американская порноактриса и эротическая фотомодель, лауреат премии AVN Awards.

## Биография
Родилась и выросла в Северной Калифорнии. Стала интересоваться порнографией после того, как открыла для себя актрису Сашу Грей. В 18 лет начала работать в эротическом видеочате и занималась этим до августа 2015 года, когда в возрасте 21 года дебютировала в качестве порноактрисы. Большинство сцен было связано с тематиками бондажа, садомазохизма и фетишизма, сняты компаниями Burning Angel и Kink.com.
Сценическое имя актрисы взято в честь французского философа-экзистенциалиста Жана-Поля Сартра, к которому она испытывает такое большое уважение, что даже сделала на груди татуировку с названием романа «Тошнота» (Nausée). Также у Шарлотты множество других татуировок и есть пирсинг в сосках и языке (с 2016 года).
Снимается для таких студий, как Many Vids, Evil Angel, Spizoo, Severe Sex, Tushy, Zero Tolerance, Filly Films, Diabolic, Le Wood Productions, Kelly Madison Productions и других.
В 2018 году получает первые номинации на отраслевые награды. На AVN Awards была представлена в категории «лучшая сцена секса зарубежного производства» за фильм Rocco: Sex Analyst. На XBIZ Award была номинирована на «лучшую сцену секса в лесбийском фильме» за роль в Ms. Grey 2: Darker.
В 2019 году получила первую премию AVN в категории «лучшая скандальная сцена» за The Puppet Inside Me вместе с Margot Downonme и Томми Пистолем.
На июнь 2019 года снялась более чем в 210 фильмах.
У Шарлотты проколоты оба соска и язык, а также множество татуировок: число DCLXVI на верхней части правой ключицы; Анубис на правой руке; NAUSEA под грудью; пронзённое стрелой сердце на левом предплечье; кобра с паутиной и пауком «чёрная вдова» на левом предплечье; цветы на левом локте и плече; роза на левой кисти; баран на правой руке; текст LAMB на пальцах правой руки; окровавленный кинжал на среднем пальце левой руки; логотип SF и W на левом указательном пальце; T на левом безымянном пальце; REST IN PISS на правом бедре; две проклятые души, которые сплелись в обнажённой битве с одним человеком, кусая друг друга за шею (в духе картины «Данте и Вергилий в аду» Вильяма Бугро) на левом бедре; AUCH DAS SCHÖNE MUSS STERBEN («красивая тоже должна умереть») на левом бедре; демон на левом бедре; LERNE LEIDEN OHNE ZU KLAGEN («учитесь страдать, не жалуясь») над правым коленом; SCHÖNHEIT IST MEIN KREUZ ZU TRAGEN («красота — это мой крест, чтобы нести») над левым коленом; три гвоздя на правом колене; паутина на левом колене; далматинец из мультфильма на левой голени; горящая церковь на правой голени; Debit на правой лодыжке и Credit на левой; URINAL («писсуар») внутри нижней губы (2017 год); паук «чёрная вдова» на правой стороне шеи; змея на задней стороне правого бедра.

## Награды и номинации
| Год  | Церемония                   | Результат | Работа                                         | Номинация            |
| ---- | --------------------------- | --------- | ---------------------------------------------- | -------------------- |
| 2016 | Spank Bank Awards           | Номинация | Most Awe Inspiring Gape                        | н/д                  |
| 2016 | Spank Bank Awards           | Номинация | Выпоротая шлюха года                           | н/д                  |
| 2016 | Spank Bank Awards           | Номинация | Tightest Twat                                  | н/д                  |
| 2016 | Spank Bank Awards           | Номинация | Tweeting Twat of the Year                      | н/д                  |
| 2016 | Spank Bank Awards           | Номинация | Вебкам-девушка года                            | н/д                  |
| 2016 | Spank Bank Technical Awards | Победа    | Best Display of Self Puppeteering or Fisting   | н/д                  |
| 2016 | Spank Bank Technical Awards | Победа    | Величайший в мире повар омлета                 | н/д                  |
| 2017 | AVN Awards                  | Номинация | Приз поклонников: лучший дебютант              | н/д                  |
| 2017 | Spank Bank Awards           | Номинация | Лучшее Лицо «О»                                | н/д                  |
| 2017 | Spank Bank Awards           | Номинация | Графиня акробатики                             | н/д                  |
| 2017 | Spank Bank Awards           | Победа    | Императрица соскового рая                      | н/д                  |
| 2017 | Spank Bank Awards           | Номинация | Кукла человеческой руки в натуральную величину | н/д                  |
| 2017 | Spank Bank Awards           | Номинация | Prettiest Whore Mouth                          | н/д                  |
| 2017 | Spank Bank Awards           | Победа    | Гладкая как шёлк                               | н/д                  |
| 2017 | Spank Bank Awards           | Номинация | Snapchat возлюбленная года                     | н/д                  |
| 2017 | Spank Bank Awards           | Номинация | Татуированная искусительница года              | н/д                  |
| 2017 | Spank Bank Technical Awards | Победа    | Best «A/C Repairman Buttcrack» Impression      | н/д                  |
| 2017 | Spank Bank Technical Awards | Победа    | Wednesday Addams Slutty Doppleganger           | н/д                  |
| 2018 | AVN Awards                  | Номинация | Лучшая секс-сцена зарубежного производства     | Rocco: Sex Analyst   |
| 2018 | Spank Bank Awards           | Номинация | Герметичный ангел года                         | н/д                  |
| 2018 | Spank Bank Awards           | Номинация | Best DSL                                       | н/д                  |
| 2018 | Spank Bank Awards           | Номинация | Cock Worshipper of the Year                    | н/д                  |
| 2018 | Spank Bank Awards           | Номинация | Императрица соскового рая                      | н/д                  |
| 2018 | Spank Bank Awards           | Номинация | Гэнгбэнг-девушка года                          | н/д                  |
| 2018 | Spank Bank Awards           | Номинация | Most Awe Inspiring Gape                        | н/д                  |
| 2018 | Spank Bank Awards           | Номинация | Blowbang / Bukkake Badass of the Year          | н/д                  |
| 2018 | Spank Bank Awards           | Номинация | Наиболее полное использование всех отверстий   | н/д                  |
| 2018 | Spank Bank Awards           | Победа    | Милашка в розовом                              | н/д                  |
| 2018 | Spank Bank Awards           | Номинация | Татуированная искусительница года              | н/д                  |
| 2018 | Spank Bank Awards           | Победа    | Самый грязный игрок в игре                     | н/д                  |
| 2018 | Spank Bank Awards           | Победа    | Три колбасы в коридоре                         | н/д                  |
| 2018 | Spank Bank Awards           | Номинация | Два хот-дога в коридоре                        | н/д                  |
| 2018 | Spank Bank Technical Awards | Победа    | Лучшее использование мощных инструментов       | н/д                  |
| 2018 | Spank Bank Technical Awards | Победа    | Я твоя (туалетная) детка этой ночью            | н/д                  |
| 2018 | XBIZ Award                  | Номинация | Лучшая сцена секса в лесбийском фильме         | Ms. Grey 2: Darker   |
| 2019 | AVN Awards                  | Победа    | Самая скандальная сцена секса                  | The Puppet Inside Me |
| 2019 | AVN Awards                  | Номинация | Приз поклонников: самая эпическая задница      | н/д                  |

## Избранная фильмография
- Anal Acrobats 10[15],
- Caged[16],
- Dark Perversions 4[17],
- Gape Tryouts 2[18],
- Kink School Tips From A Master[19],
- Lesbian Anal Virgins[20],
- My Dirty Family 3[21],
- Rocco's Psycho Teens 11[22],
- Slutty Stepsisters[23],
- Strap-On Anal[24],
- Tight Anal Sluts 3[25].